# Louis d'Albret
Louis d'Albret   (França, 23 de desembre de 1422 - Roma, 4 de setembre de 1465) fou un cardenal i bisbe catòlic francès.

## Biografia
Fill de Carles II d'Albret i Anna d'Armanyac, esdevingué protonotari apostòlic.
El 7 de gener de 1445 va ser elegit bisbe d'Aire, però va romandre administrador apostòlic de la seva diòcesi fins als 26 anys. El 4 de juliol de 1460 fou traslladat a la seu de Càors.
En el consistori del 18 de desembre de 1461, el papa Pius II el va nomenar cardenal. El 31 de maig de 1462 va entrar a Viterbo, on residia la cort pontifícia, i va rebre el títol de Santi Marcellino e Pietro.
Va participar en el conclave de 1464, que va escollir el papa Pau II. El 9 de gener de 1465 va ser nomenat bisbe de Tarbes, mantenint també la diòcesi de Càors.
Va morir a Roma i va ser enterrat a la basílica de Santa Maria in Aracoeli.